# Cupido bornemanni
Cupido bornemanni är en fjärilsart som beskrevs av Arnold Pagenstecher 1894. Cupido bornemanni ingår i släktet Cupido och familjen juvelvingar. Inga underarter finns listade i Catalogue of Life.